# Crenichthys baileyi
El Pez primavera blanco (Crenichthys baileyi) es un raro pez goodeido endémico de la Gran Cuenca al oeste de América del Norte, nativo de varios manantiales de agua caliente en el Río blanco de drenaje del este de Nevada.
Cada lado tiene dos hileras de manchas oscuras. Las aletas pélvicas brillan por su ausencia, mientras que la aleta anal es grande, con 14 radios. La aleta dorsal está muy atrás en el cuerpo, justo encima de la aleta anal, y es algo más pequeña que la aleta anal, con 11 radios.
Hay varias subespecies que han sido identificadas, cada uno asociado a un lugar determinado. Las autoridades difieren en los números, pero hay cinco registros según FishBase: 
- Crenichthys baileyi albivallis
- Crenichthys baileyi baileyi Williams & Wilde, 1981: nativo de Ash Springs
- Crenichthys baileyi grandis Williams & Wilde, 1981:nativo  de Hiko Spring y Crystal Spring (en peligro)
- Crenichthys baileyi moapae Williams & Wilde, 1981
- Crenichthys baileyi thermophilus Williams & Wilde, 1981

Esta especie fue nombrada en honor del naturalista Vernon L. Bailey.